# Баянбай (Саркандський район)
Баянба́й (каз. Баянбай) — село у складі Саркандського району Жетисуської області Казахстану. Входить до складу Аманбоктерського сільського округу.
У радянські часи село називалося 1-е отділення совхоза Аманбухтор.
Населення — 46 осіб (2021; 50 у 2009, 60 у 1999, 112 у 1989).